# Hufenitz (Wüstung)
Hufenitz ist eine Wüstung im Gebiet der Woiwodschaft Westpommern in Polen, etwa 30 Kilometer südöstlich von Stettin.
Das Dorf Hufenitz ist im 19. Jahrhundert aus dem Dorf Groß Küssow heraus entstanden. Bei der Regulierung der gutsherrlichen und bäuerlichen Verhältnisse (siehe: Preußische Agrarverfassung) von Groß Küssow, die im Jahre 1823 erfolgte, wurden die Bauern von Groß Küssow in eine neue Ansiedlung verlegt. In Groß Küssow selbst verblieb das Rittergut mit dem Gutspersonal. Diese neue Ansiedlung lag südöstlich von Groß Küssow in der Nähe des Nachbardorfes Damnitz.
Die neue Ansiedlung wurde zunächst Neu-Küssow genannt. Im Jahre 1834 erhielt sie den Namen Hufenitz, nach dem nahegelegenen Flüsschen Hufnitz (auch Hufenitz geschrieben).
In Heinrich Berghaus’ Landbuch des Herzogtums Pommern (1868) erschien Hufenitz als ein neues Dorf unter den Ortschaften im ritterschaftlichen Kreise Pyritz. Hufenitz zählte damals 42 Einwohner. Es bestanden sieben Kossätenhöfe, darunter ein Doppelhof. Hufenitz war nach Groß Küssow eingepfarrt und eingeschult.
In der Zeit 1903/1908 wurde Hufenitz, das im Jahre 1895 nur noch 26 Einwohner gezählt hatte, nach Damnitz eingemeindet. Bis 1945 gehörte Hufenitz als Teil der Gemeinde Damnitz zum Kreis Pyritz der preußischen Provinz Pommern.
Nach dem Zweiten Weltkrieg kam Hufenitz, wie ganz Hinterpommern, an Polen. Heute liegt der Ort wüst. Er liegt am Rande des Geländes eines ehemaligen Militärflugplatzes, das inzwischen in die Stadtgemeinde Stargard eingemeindet wurde.